# Rebentischia massalongoi
Rebentischia massalongoi är en svampart som först beskrevs av Jean François Montagne, och fick sitt nu gällande namn av Pier Andrea Saccardo 1883. Rebentischia massalongoi ingår i släktet Rebentischia och familjen Tubeufiaceae.  Arten är reproducerande i Sverige. Inga underarter finns listade i Catalogue of Life.